# Wielki Obzyr (gmina)
Wielki Obzyr (do 1939 Borowno) – dawna gmina wiejska istniejąca pod administracją polską przez krótki czas w 1939 roku w woj. poleskim (obecnie na Ukrainie). Siedzibą gminy był Wielki Obzyr (Виликий Обзир).
Gmina Wielki Obzyr powstała 15 lipca 1939 roku w powiecie koszyrskim w woj. poleskim, w związku z przemianowaniem gminy Borowno na Wielki Obzyr. Po wojnie obszar gminy Wielki Obzyr wszedł w struktury administracyjne Związku Radzieckiego.